# Alexander Hill
Der Alexander Hill ist ein 220 m hoher Hügel mit einer seewärts kliffartigen Struktur auf der antarktischen Ross-Insel. Er liegt südlich des Harrison Stream und des Cinder Hill an den unteren eisfreien Westhängen des Mount Bird.
Kartiert wurde er im Rahmen der New Zealand Geological Survey Antarctic Expedition (1958–1959). Das New Zealand Antarctic Place-Names Committee benannte den Hügel nach dem neuseeländischen Geodäten Bruce Neill Alexander, Teilnehmer der Expedition.